# Sicyos collinus
Sicyos collinus là một loài thực vật có hoa trong họ Cucurbitaceae. Loài này được Rob & Fern miêu tả khoa học đầu tiên năm 1894.